# Schloss Brauchitschdorf

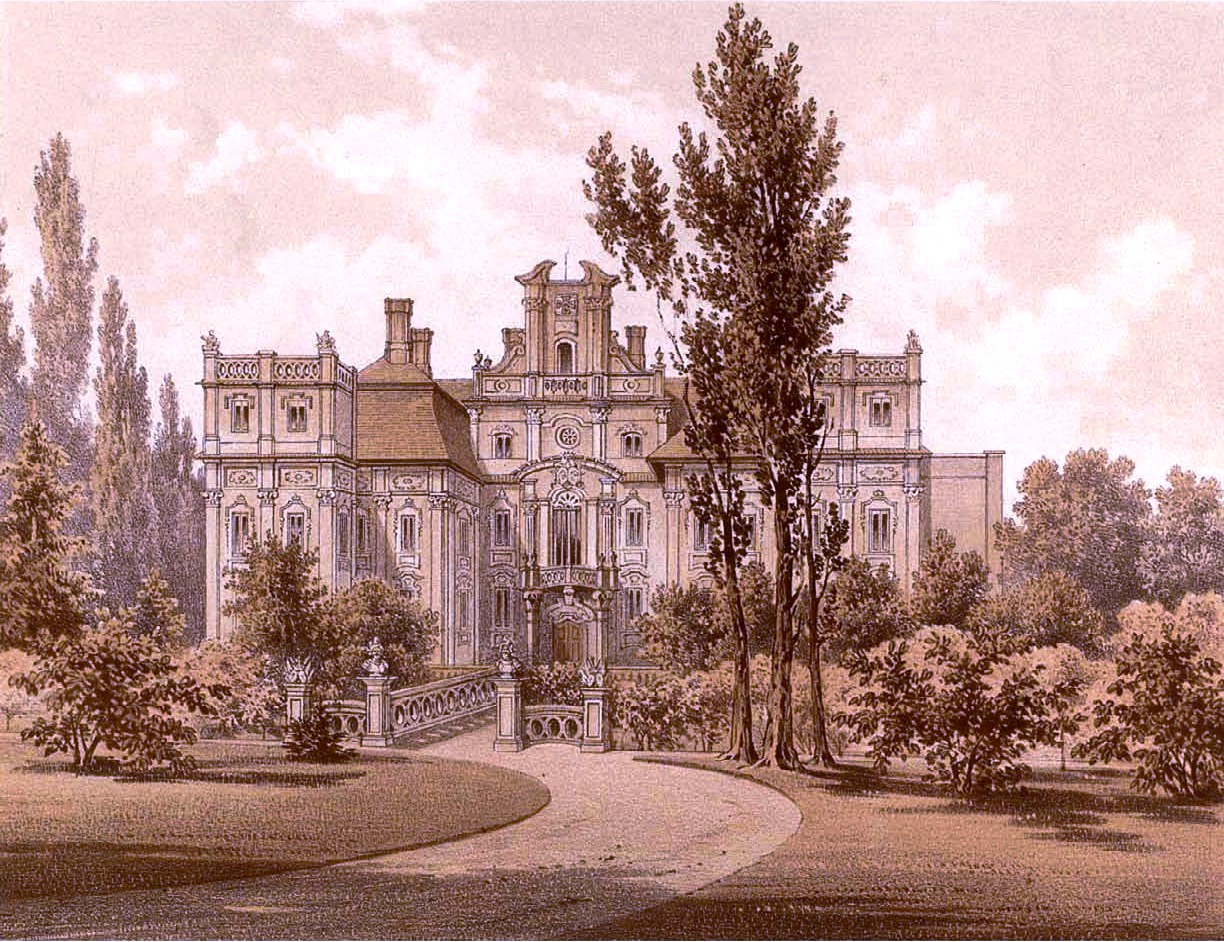
Lithographie aus dem 19. Jahrhundert, Sammlung Alexander Duncker

Das Schloss Brauchitschdorf (polnisch Pałac w Chróstniku) in Chróstnik (deutsch Brauchitschdorf) gehört zur Landgemeinde Lubin im Powiat Lubiński der Woiwodschaft Niederschlesien in Polen.

## Geschichte

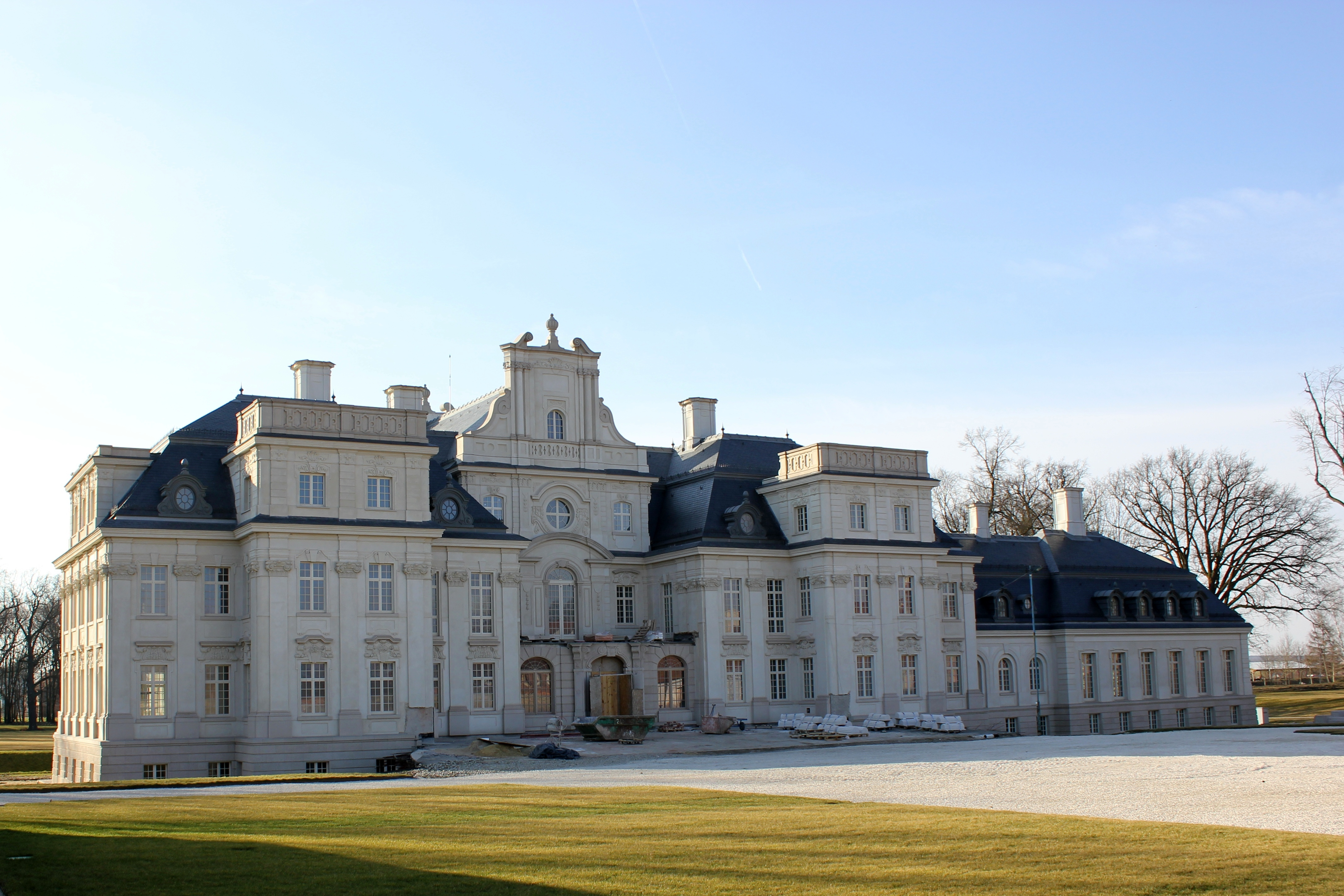
Schloss Brauchitschdorf, 2015

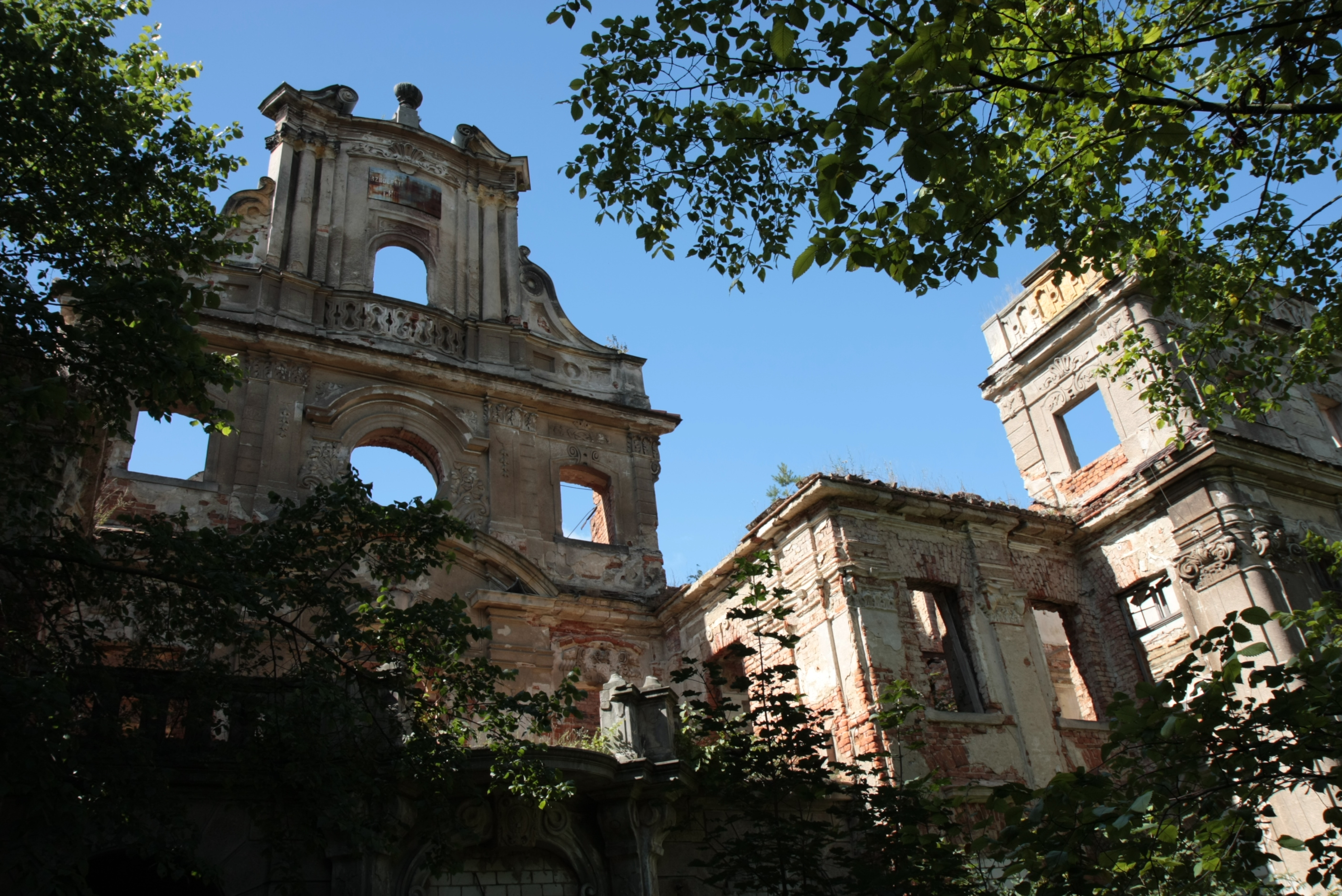
Schlossruinen, Zustand 2008

Das Schloss wurde durch Georg Karl von Haugwitz, der mit der Schriftstellerin Luise von Haugwitz verheiratet war, in den Jahren 1723 bis 1728 nach Entwurf des Revaler Architekten Martin Frantz im Stil des Barock errichtet. Es entstand an der Stelle der Burg aus dem 14. Jahrhundert, von der sich Reste des nordöstlichen Abschnitts des Burggrabens erhalten haben, wobei ein Renaissance-Gutshaus der Herren von Brauchitsch einbezogen wurde.
Im 18. Jahrhundert kauften die Grafen von Schmettow das Schloss samt Gut. Grundbesitzer wurde u. a. Graf Bernhard von Schmettow, Sohn des Generals der Kavallerie Bernhard Alexander Gottfried von Schmettow. Zum Gut, dessen Wert vormals auf 108.000 Taler bewertet war, gehörte ein Forstbestand, auch aus Kiefernwald. Um 1900 gehörte die Begüterung immer noch der gräflichen Familie von Schmettow, die auch eine Pferdezucht betrieben.
Bereits vor 1902 erstand die Familie von Lüttwitz Gut und Schloss Brauchitschdorf. Zu diesem Zeitpunkt ging der Sohn des Hauses, Ernst Freiherr von Lüttwitz, bereits standesgemäß als Schüler an die Ritterakademie Liegnitz. Nach dem Erwerb durch seinen 1870 in Wien geborenen Vater, den Rittmeister d. R. Freiherr Rochus von Lüttwitz-Alt Raudten, wurde das Anwesen umgestaltet. Baron Lüttwitz ließ das Schloss um 1907–1909 nach Entwurf des Breslauer Architekten Karl Grosser im Stil des Neobarock umbauen. Herr von Lüttwitz trat zeitgleich dem genealogischen Verein St. Michael bei. Lüttwitz starb 1941 und trat weit zuvor durch seine erste Ehefrau Lucy Vonwiller, Scheidung 1913, in den gleichnamigen Konzern Vonwiller & Co. ein.
Nach dem Übergang fast ganz Schlesiens an Polen infolge des Zweiten Weltkriegs 1945 diente das Schloss zunächst als Lazarett für die Rote Armee, danach als Internat der örtlichen Landwirtschaftsschule. Am 10. Mai 1951 wurde es unter dem Aktenzeichen A/2823/268 in das Verzeichnis der Baudenkmäler der Woiwodschaft Niederschlesien eingetragen. Ein Brand im September 1976 vernichtete das Gebäude. Der Unternehmer Dariusz Miłek erwarb die Schlossruine vom polnischen Staat und begann mit dem Wiederaufbau.

## Architektur
Das Schloss stellte ein stufenweise gestaffeltes Gebäude dar. Die dreiachsige Mittelpartie, mit einem geschwungenen Giebel gekrönt, trug ein quergestelltes Satteldach. Die Duncker-Lithografie aus dem 19. Jahrhundert zeigt eine abweichende Gestaltung des Gebäudes. Möglicherweise stellte sie die Ansicht der Rückseite des Gebäudes dar. Das Schloss ist zweigeschossig und voll unterkellert, mit einem Dachgeschoss in der Mitte des Gebäudes.

## Ehemaliger Schlossgarten
In der ersten Hälfte des 17. Jahrhunderts wurde ein Barockgarten angelegt, der im 18. Jahrhundert umgestaltet wurde. Bei einer Erweiterung der Anlage im 19. Jahrhundert erfolgte eine gärtnerische Umgestaltung durch den Gartenarchitekten Max von Schmettau.